# Уралітизація
Уралітизація (рос. уралитизация, англ. uralitization, нім. Uralitisierung f) – процес перетворення моноклінних піроксенів у відміну рогової обманки – ураліт. 
Протікає в умовах метаморфізму під дією гідротермальних розчинів. Уралітизація характерна для габро, діабазів, порфіритів.